# Guillermo Carnero Hoke
Guillermo Carnero Hoke (Piura; 17 de junio de 1917 - Lima; 31 de marzo de 1985) fue un poeta, periodista, activista social y escritor peruano.

## Biografía
Hijo de padre peruano y madre irlandesa, nació en Piura, aunque vivió sus primeros años en Talara.
Siendo todavía escolar en el Colegio San Miguel de Piura, empezó a militar en el Partido Aprista en 1931.
En 1933 se trasladó a Lima para continuar su educación secundaria en el Colegio Nacional Nuestra Señora de Guadalupe. Por entonces, se apartó del aprismo, debido a que su temperamento no se conciliaba con la rígida disciplina partidaria inculcada por Haya de la Torre, el fundador del partido.
Por influencia de su primo Genaro Carnero Checa, pasó a militar en la Juventud Comunista, y luego en la Célula Universitaria Comunista. Eran los días del segundo gobierno de Óscar R. Benavides.
En 1939 se reincorporó al partido aprista. Perteneció al Comando de Estudiantes Apristas (CEA) en la Universidad Mayor de San Marcos (aunque sin ser estudiante). Al igual que el resto de los militantes apristas, sufrió persecución y encarcelamiento.
En la década de 1940 estuvo vinculado con el grupo literario de orientación aprista, llamado «Los Poetas del Pueblo», que congregó a Julio Garrido Malaver, Alberto Hidalgo, Antenor Samaniego, Luis Carnero Checa, Gustavo Valcárcel, Mario Florián, Alberto Valencia, Manuel Scorza, Eduardo Jibaja, Mario Puga y Ricardo Tello.
Luego de la intentona revolucionaria aprista del Callao del 3 de octubre de 1948, (que la dirigencia aprista no quiso apoyar), se pasó al ala izquierda del partido, siendo entonces sometido a disciplina.
Tras la instauración del gobierno militar de Manuel Odría, fue desterrado. En 1949 llegó a Guatemala y en 1952 pasó a México, donde se identificó con los principios de la revolución mexicana y con las reivindicaciones de la raza indígena.
En 1955, desde México, participó en la organización de una nueva revolución aprista, que al mando de Luis de la Puente Uceda, debía ingresar por el norte del Perú y recibir el apoyo de los apristas radicados en este país. Pero Haya de la Torre se opuso al plan, por lo que este abortó, siendo Carnero y otros participantes capturados y encarcelados. Carnero enfiló entonces sus críticas contra la dirigencia del partido, por haberse separado de los principios revolucionarios del aprismo.
En 1956 salió en libertad. Fue expulsado del partido aprista, luego que Haya de la Torre lo calificara de agente del comunismo internacional. Junto con otros apristas disidentes, fundó el Partido Nacionalista Revolucionario Peruano (PNRP), que tuvo una activa participación en la protesta contra la visita del vicepresidente de los Estados Unidos, Richard Nixon (1958).
En 1960, el gobierno de Manuel Prado lo desterró nuevamente a México. El PNRP, que no había logrado muchos adeptos, acabó por disolverse.
En México, organizó el Movimiento de Liberación Latinoamericana (MLL), junto con otros ideólogos latinoamericanos que habían propiciado guerrillas en sus respectivos países. Su ideología lo expuso en su libro La Madrastra Europa: Tesis para la liberación de América Latina. Su planteamiento era que la liberación del Latinoamérica debía darse mediante una lucha armada coordinada entre los revolucionarios de los diversos países. Él mismo fungió como entrenador de los voluntarios de la lucha armada.
En 1968 regresó al Perú, donde se había iniciado el Gobierno Revolucionario de la Fuerza Armada. Decepcionado tanto del aprismo como del comunismo, se orientó al indianismo, es decir, el movimiento político-social que se identifica con los indígenas americanos (o amerindios).
En 1974, fundó el Movimiento Indígena Peruano (MIP), junto con otro indianista, Virgilio Roel Pineda. En el diario La Prensa de Lima defendió lo que decía su condición de indio, aunque él era en realidad un mestizo.
En 1980, su antigua amistad con dirigentes apristas le permitió obtener un puesto de trabajo en el Departamento de Ciencias Sociales de la Universidad Nacional Federico Villarreal, pese a que no era educador.
En 1985 falleció víctima de un infarto cerebral. Su cadáver fue velado en el local aprista de la avenida Alfonso Ugarte. Fue enterrado en el Cementerio El Ángel, en el Pabellón San Gregorio 152-B.

## Publicaciones

### Poesía
- Epopeya a Atahualpa (1944)
- Agrocantos (1945)

### Ensayos
- La Madrastra Europa: Tesis para la liberación de América Latina (1966)
- El método revolucionario y conciencia histórica (1967)
- Nueva teoría para la insurgencia (1968)